# موریا آیاکو
موریا آیاکو (به ژاپنی: 守谷絢子) که در گذشته شاهدخت آیاکوی تاکامادو (به ژاپنی: 絢子女王) نامیده می شد، (متولد ۱۵ سپتامبر ۱۹۹۰) یکی از اعضای خاندان امپراتوری ژاپن و سومین دختر شاهزاده تاکامادو است. او همچنین نوهٔ شاهزاده میکاسا است. او پس از ازدواج، خاندان سلطنتی ژاپن را ترک نمود و نام خانوادگی همسرش موریا را دریافت نمود.